# CrossFire (videogioco 2007)
CrossFire o Cross Fire è uno sparatutto in prima persona free-to-play con micro-transazioni sviluppato dalla Smilegate, la versione europea era distribuita dalla Z8games, invece ora è distribuita dalla GameRage.
Giocando si aumenterà di livello tramite l'EXP, c'è un sistema di monetizzazione virtuale chiamata GP (Gear Points) dove è possibile acquistare nuovi items per migliorare il GamePlay. Mentre ai players più esigenti viene offerto un servizio di conversione della moneta vera in RP (Rage Points), infatti con essi è possibile acquistare le più svariate personalizzazioni del proprio personaggio (chiamato Char) come cappelli, zaini, maschere. Ed inoltre, con essi è possibile, oltre che acquistare delle armi avanzate nel mercato delle armi (definito "Item Shop"), avere la possibilità di vincere armi speciali, le Skinned Guns, cambiate di volta in volta a seconda della festivitá o dell'evento del momento. Per farvi un esempio, l'arma più usata in gioco per eccellenza è il famoso M4A1, usato dalle vere forze d'assalto SWAT americane. Ebbene nel "Black Market" è possibile vincerlo decorato davvero in tantissime maniere (Versione Christmas, Halloween, Gold, Silver) con anche l'aggiunta di piccoli particolari come il mirino secondario (Scope) e il silenziatore.

## Trama
CrossFire è un mondo immaginario dove si scontrano due fazioni militari, i Global Risk (GR), ossia le forze di polizia, e i Black List (BL), ossia l'organizzazione di terroristi. 
Basato sulla falsariga della famosa serie di videogiochi di valve ovvero Counter-strike ma si differenzia su altri aspetti.

## Modalità di gioco
- Team Deathmatch (TD): Insieme al proprio team, il giocatore deve combattere il team nemico e accumulare uccisioni per arrivare al limite e vincere la partita (Limiti: 40, 60, 80, 100 o 150 uccisioni; partite a tempo di 5, 10 o 12 minuti).

- Search & Destroy (S&D): I Black List devono piazzare una bomba e difenderla, mentre i Global Risk devono riuscire a disinnescarla o, se non ancora piazzata, eliminare il team nemico. Se il tempo dovesse scadere, la bomba non fosse stata piazzata e i BL e i GR fossero ancora vivi, vincono le forze di polizia. Le partite S&D si configurano a round (5, 7, 9, 11 o 13), ognuno della durata di 2 minuti e mezzo.

- Elimination (EM): Il giocatore deve scegliere il proprio team ed eliminare tutti gli avversari; tuttavia, all'inizio non si hanno armi a disposizione e bisogna raccoglierle da terra. Le partite sono strutturare in round di 3 minuti. Se alla fine del round ci sono giocatori ancora vivi, vince il team con il maggior numero di giocatori in vita; se il numero è pari, vince il team con la sommatoria di HP (heathpoints) maggiore.

- Ghost Mode (GM): I Black List devono piazzare una bomba, ma in questa modalità sono fantasmi ed è loro possibile usare solo coltelli o qualsiasi melee weapon. I GR hanno il compito di dover eliminare il team di fantasmi o disinnescare la bomba.

- Free for All (FFA): Tutti contro tutti.

- Mutation Mode (MM): Modalità a round (9, 11, 15 o 17) di tre minuti, i giocatori sono tutti alleati, sia GR sia BL. All'inizio di ogni round, parte un conto alla rovescia di 20 secondi, scaduto il quale 1 o 2 giocatori vengono trasformati dal server in mutanti. I mutanti hanno il compito di dare la caccia ai soldati e mutilarli; i soldati, invece, devono eliminare i mutanti o sopravvivere fino alla fine del round. I mutanti sono dotati di minimo 1500 HP, fino a un massimo di 8000, che possono ricaricare, gli stadi dei mutanti sono diversi, gli stadi sono 5.

- Hero Mode (HM): Simile alla Mutation Mode, oltre ai mutanti il server trasforma casualmente un giocatore in Hero.

- Escape Mode: Modalità che si configura in base al numero delle volte che si deve fuggire (6, 8, 10 o 16), se si scelgono i GR si deve difendere un checkpoint luminoso, mentre i BL devono raggiungere il suddetto checkpoint per essere rigenerati. Scaduto il tempo di 8 minuti, le parti si invertono.

- Biohazard Mode (ZM (Zombie Mode nell versione NA/UK)): Modalità a quattro giocatori, ad ogni round il server genera dei personaggi non giocanti (NPC) che impersonano gli zombie e alcuni mostri mutanti. I giocatori devono sopravvivere fino all'ultimo round per potersi scontrare con il boss finale. Dall'introduzione della nuova tipologia di mappa "Devasted city" è possibile adesso, solo ed esclusivamente in essa, arrivare a un numero di 5 players per partita.

- Predator Mode: Questa modalita è simile alla Mutation Mode. Dopo che tutti i giocatori sono in partita, compare un timer di 15 secondi. Al termine del tempo, il server trasforma un giocatore a caso in un mostro mutante. Il compito dei mutanti è quello di trasformare i soldati in mutanti, mentre i soldati dovranno difendersi fino alla fine del tempo (2 o 5 minuti).
- Soccer Mode - Modalità aggiunta in occasione dei mondiali del Brasile. Aggiunta su tutte le versioni di Crossfire. Vince la squadra che riesce a far più goal possibili ma tuttavia si può lo stesso utilizzare i coltelli per uccidere i nemici. Dopo che la squadra fa un goal c'è un timer di 5 secondi prima di iniziare. Per tirare la palla e/o passarla bisogna premere [G]

## CrossFire NA\UK
CrossFire è disponibile solo per l'utenza Nordamericana e Inglese.
Tuttavia ci sono anche le versioni Europea, Cinese, Filippina e da qualche mese anche la neonata versione Spagnola.

## CrossFire HD
CrossFire HD è il remake del gioco originale. Questo remake differisce dal CrossFire del 2004 soprattutto per quanto riguarda il comparto tecnico, finalmente aggiornato agli standard moderni. Dal punto di vista contenutistico, il gioco presenterà modalità inedite e novità nel sistema di progressione. Remedy Entertainment svilupperà una serie di campagne single player. La prima, annunciata nel gennaio del 2019, è chiamata "Operation Frost". Il remake dovrebbe esordire con una closed beta nel giugno del 2019, per ora solo in Cina.

## Sequel
Il 27 luglio 2016, Smilegate  ha annunciato che CrossFire 2 è in sviluppo presso Remedy Entertainment, per quanto riguarda la campagna single-player, e presso Smilegate stessa per quanto riguarda il comparto multiplayer.

## Adattamento
Nell'agosto del 2024 è stato annunciato che un cortometraggio animato dedicato a CrossFire sarà presente nella serie televisiva antologica Secret Level, in uscita il 10 dicembre 2024.

## Curiosità
Una ragazza cinese è rimasta irrintracciabile per lungo tempo. Se ne temeva la morte, ma era in locali a giocare a CrossFire per soldi.